# 김남우 (배우)
김남우(본명: 김세영, 1987년 4월 30일 ~ )는 대한민국의 배우이자 모델이다. 현재 수영 강습도 함께 한다고 한다.

## 출연작

### 영화
- 《사흘》 (2024년) - 후배의사 역
- 《최면》 (2021년) - 진호 역
- 《소리도 없이》 (2020년) - 기도 테잎 목소리 역
- 《올리고당 더 무비》 (2016년) - 동근혁 역
- 《상의원》 (2014년) - 무관 1 역

### 드라마
- 《맨몸의 소방관》 (2017년, KBS2)
- 《역도요정 김복주》 (2016년, MBC) - 남우 역

### 광고
- CJ onE 커뮤니티
- 하이트제로0.00
- 두산